# Disney Cinemagic
Disney Cinemagic — колишній канал, запущений компанією Walt Disney Company, який мовив у 7 країнах: Франції, Німеччини, Італії, Португалії, Іспанії, Великій Британії та Ірландії, показував повнометражні фільми Walt Disney Pictures, в тому числі і оригінальне кіно каналу Disney Channel. Disney Cinemagic показував прем'єри кіно Disney по неділях. Disney Cinemagic також показував класичні мультфільми і мультсеріали Disney. Остаточно припинив мовлення 30 вересня 2019 року з закриттям останнього телеканалу в Німеччині.

## Фільми Disney Cinemagic

### Поточні Фільми
- 102 далматинця
- Гуфі: Екстремальне кіно
- Ангели в Endzone
- Ангели в Інфілд
- Атлантида 2: Повернення Майло
- Бембі 2
- Великий мишачий детектив
- Чорний котел
- Братик Ведмежа 2: Лосі В Бігах
- Кіт з космічного простору
- Курча Ципа
- Качині історії: Скарби втраченої лампи
- Канікули Ґуфі
- Король Лев
- Пригоди імператора
- Флаббер
- Лис і мисливський пес
- Джордж з джунглів
- Джордж з джунглів 2
- Геркулес
- Не бий копитом
- Люба, я зменшив дітей
- Горбань із Нотр-Дама 2
- Інспектор Гаджет 2
- Леді та Блудько 2: Пригоди пустуна
- Лерой і Стіч
- Русалонька 2: Поклик моря
- Ліло і Стіч
- Ліло і Стіч 2
- Міккі, Дональд, Гуфі: Три мушкетери
- Могутні каченята
- Мулан 2
- Олівер і компанія
- Покахонтас 2
- Як стати принцесою (фільм)
- Перерва
- Робін Гуд
- Рятувальники
- Рятувальники в Австралії
- Пітер Пен
- Ракетник
- Стіч! Фільм
- Меч в камені
- Тарзан II
- Небилиця
- Том і Гек
- Історія іграшок 2
- Велика мандрівка
- Вінні-Пух Пригода
- Вінні Пух: Весняні дні з малюком Ру

### Колишні Фільми
- 101 далматинець
- Гуфі (Goof: The Movie)
- Атлантида: Загублений світ
- Бембі
- Братик ведмежа
- Базз Лайтер із зоряної команди
- Чіп і Дейл — бурундучки-рятівнички
- Попелюшка
- Попелюшка 2: Мрії збуваються
- Круті віражі
- В пошуках Немо
- Суперсімейка
- Інспектор Гаджет
- Леді та Блудько
- Король Лев 2: Гордість Сімби
- Русалонька
- Love Bug
- Покахонтас
- Мулан
- Пригоди Тигрулі

## Програми Disney Cinemagic

### Поточні
- 101 далматинець (серіал)
- Аладдін
- Базз Лайтер із зоряної команди
- Нова школа імператора
- Ліло і Стіч (серіал)
- Король лев: Тімон і Пумба
- Русалонька
- Перерва
- Тарзан

### Колишні
- Качині історії
- Кряк-бригада
- Геркулес: Серіал
- Будинок Міккі
- Дитинчата джунглів
- Мої друзі Тигруля і Вінні